# Tuberculosybra tuberculata
Tuberculosybra tuberculata là một loài bọ cánh cứng trong họ Cerambycidae.